# Jie Ťien-jing
Jie Ťien-jing (tradiční čínština: 葉劍英; zjednodušená čínština: 叶剑英; pīnyīn: Yè Jiànyīng; 28. dubna 1897 Mej-sien, provincie Kuan-tung – 22. října 1986 Peking) byl čínský komunistický revoluční vůdce a politik, jeden ze zakládajících deseti maršálů Čínské lidové osvobozenecké armády. Ačkoliv byl v období Kulturní revoluce kritizován, brzy se vrátil do politiky a stal se nástupcem Lin Piaa ve funkci ministra obrany. Napomohl svrhnutí takzvaného gangu čtyř a následného ukončení Kulturní revoluce.
Jie Ťien-jing se narodil do bohaté obchodní rodiny v okrese Mej-sien v provincii Kuang-tung. V roce 1919 po absolvování Jü-nanské vojenské akademie vstoupil do Kuomitangu. Stal se instruktorem Vojenské akademie Chuang-pchu a v roce 1927 vstoupil do Komunistické strany. Po neúspěšném povstání v Nan-čchangu (1927) uprchl spolu se dvěma dalšími povstaleckými vůdci, Čou En-lajem a Jie Tchingem do Hongkongu, následně studoval v Moskvě. Po návratu do Číny v roce 1932 sloužil jako náčelník štábu čtvrté frontové armády Čanga Kuo-tchaa. Během Dlouhého pochodu se střetli se skupinou Maa Ce-tunga, kde Jie Ťien-jing vyjádřil souhlas s Maem ohledně dalšího přesunu Rudé armády. Čang trval na přesunu na jih, což se později ukázalo jako katastrofa. Přežil Dlouhý pochod a stal se ředitelem kanceláří, které se spojily s Kuomintangem po roce 1936, nejprve v Si-anu, následně v Nankingu a nakonec v Čchung-čchingu. V této funkci spolupracoval se Čou En-lajem.
Po založení Čínské lidové republiky byl Jie pověřen vedením Kuan-tungu. Všiml si, že ekonomické podmínky v provincii byly velmi odlišné od zbytku Číny, rozhodl se chránit rolníky. Jeho politika však odporovala obecným směrnicím pozemkové reformy pověřené stranou, která zdůrazňovala třídní boj, byl proto nahrazen Lin Piaem a jeho politická kariéra skončila, zachoval si ovšem své vojenské pozice, v roce 1955 se stal maršálem. Poté, co byl Lin Piao v roce 1971 svržen, Jieův vliv vzrostl a v roce 1975 byl jmenován ministrem obrany.
Od roku 1973 byl také místopředsedou Ústředního výboru Komunistické strany Číny. Vedl spiknutí, které svrhlo Gang čtyř. V roce 1977 na Jedenáctém národním kongresu Komunistické strany Číny mu byla potvrzena funkce místopředsedy Strany, ovšem jeho fyzické zdraví už mu nedovolilo funkci plně vykonávat a následně rezignoval. V roce 1978 byl jmenován předsedou stálého výboru Všečínského shromáždění lidových zástupců a obsadil místo, které nebylo obsazeno od smrti Ču Teho v roce 1976. V roce 1983 z této funkce odešel a v roce 1985 se z politbyra zcela stáhl. O rok později zemřel ve věku 89 let.